# Юнион Пасифик (фильм)
«Юнион Пасифик» (англ. Union Pacific; 1939) — художественный фильм Сесила Блаунта де Милля в жанре вестерн с Барбарой Стэнвик, Джоэлом Маккри и Робертом Престоном в главных ролях. Основанный на романе Эрнеста Хейкокса «Trouble Shooter» 1936 года, фильм рассказывает о строительстве одноименной железной дороги на Западе США. 

## Сюжет
Президент Авраам Линкольн перед смертью одобряет план по строительству железной дороги Юнион Пасифик, которая свяжет два побережья США. За безопасность на строительстве отвечает ветеран Гражданской войны капитан Джефф Батлер. Он узнаёт, что его боевой товарищ Дик Аллен работает на конкурентов — дорогу Сентрал Пасифик. И Джефф, и Дик влюбляются в красавицу Молли, работницу почты.

## В ролях
| Актёр           | Роль                                 |
| --------------- | ------------------------------------ |
| Барбара Стэнвик | Молли Монехен                        |
| Джоэл Маккри    | капитан Джефф Батлер                 |
| Аким Тамиров    | Фиеста                               |
| Роберт Престон  | Дик Аллен                            |
| Линн Оверман    | Лич Овермайл                         |
| Брайан Донлеви  | Сид Кэмпо                            |
| Роберт Бэррат   | Дюк Ринг , подручный Кэмпо           |
| Энтони Куинн    | Джек Кордрей , подручный Кэмпо       |
| Стэнли Риджес   | генерал Кейсмент                     |
| Генри Колкер    | банкир                               |
| Ричард Лейн     | Сэм Рид                              |
| Джозеф Крехан   | генерал Улисс С. Грант               |
| Ричард Деннинг  | репортёр (в титрах не указан)        |
| Стэнли Эндрюс   | доктор Харкнесс (в титрах не указан) |
| Джон Марстон    | Томас Дюрант (в титрах не указан)    |
| Мэри Макларен   | жена чиновника (в титрах не указана) |

## Награды
- 1939 — «Золотая пальмовая ветвь» Каннского кинофестиваля 1939. В связи с началом Второй мировой войны начиная с 3 сентября 1939 года фестиваль был прерван и награды фильмам-участникам не вручались. Однако в начале 2000-х годов было принято решение вновь собрать картины, которые были заявлены на форум 1939 года и, просмотрев их, выбрать победителя. Это решение было реализовано на проходящем в 2002 году 55-м Каннском кинофестивале. После длительных дискуссий единогласным решением жюри во главе с Жаном д’Ормессоном «Золотая пальмовая ветвь» была присуждена картине «Юнион Пасифик»[1][2][3].

## Мировая премьера
28 апреля 1939 года состоялась мировая премьера фильма одновременно в трех разных кинотеатрах («Омаха», «Орфеум» и «Парамаунт») в Омахе, штат Небраска, всего за три недели до 70-летнего завершения трансконтинентальной железной дороги с помощью «Золотого костыля», который соединил железнодорожные cистемы Central Pacific Railroad и Union Pacific Railroad в местечке Promontory, штат Юта в Первую трансконтинентальную железную дорогу США, 10 мая 1869 года. 